# 李宗望 (正黃旗)
李宗望（1678年4月19日—？），字師呂，正黃旗漢軍人，清朝政治人物。

## 生平
由太學生以招民例應授知縣，康熙四十七年（1708年）往四川效力，四十九年（1710年）提補四川鄰水縣知縣，未到任，同年奉旨撤回，五十七年（1718年）補湖廣藍山縣知縣，乾隆元年（1736年）引見按原官照例補用。